# Mistrzostwa NCAA Division I w Zapasach w 1937
Mistrzostwa NCAA Division I w zapasach rozgrywane były w Terre Haute w dniach 19–20 marca 1937 roku. Zawody odbyły się w Teacher's College Gymnasium, na terenie Uniwersytetu Stanu Indiana.
- Outstanding Wrestler – Stanley Hensen

## Wyniki

### Drużynowo
| Kolejność | Szkoła                      | Zespół         |
| --------- | --------------------------- | -------------- |
| 1.        | Oklahoma State University   | Cowboys        |
| 2.        | University of Oklahoma      | Sooners        |
| 3.        | University of Northern Iowa | Panthers       |
| .         | University of Minnesota     | Golden Gophers |

### All American

#### 121 lb
| Lp. | Zawodnik     | Szkoła         |
| --- | ------------ | -------------- |
| 1.  | Joe McDaniel | Oklahoma State |
| 2.  | Davis Natvig | Northern Iowa  |
| 3.  | Bill Carr    | Oklahoma       |

#### 128 lb
| Lp. | Zawodnik       | Szkoła           |
| --- | -------------- | ---------------- |
| 1.  | Dale Brand     | Cornell Iowa     |
| 2.  | Ted Anderson   | Central Oklahoma |
| 3.  | David Matthews | Oklahoma         |

#### 135 lb
| Lp. | Zawodnik        | Szkoła           |
| --- | --------------- | ---------------- |
| 1.  | Ray Cheney      | Northern Iowa    |
| 2.  | Fred Parkey     | Oklahoma State   |
| 3.  | Morey Villareal | Central Oklahoma |

#### 145 lb
| Lp. | Zawodnik       | Szkoła         |
| --- | -------------- | -------------- |
| 1.  | Stanley Henson | Oklahoma State |
| 2.  | Jack McIlvoy   | Illinois       |
| 3.  | Charles Carson | Oklahoma       |

#### 155 lb
| Lp. | Zawodnik      | Szkoła         |
| --- | ------------- | -------------- |
| 1.  | Bill Keas     | Oklahoma       |
| 2.  | Ernest Jessup | Kansas State   |
| 3.  | Dale Scrivens | Oklahoma State |

#### 165 lb
| Lp. | Zawodnik       | Szkoła         |
| --- | -------------- | -------------- |
| 1.  | Harvey Base    | Oklahoma State |
| 2.  | Marshall Word  | Oklahoma       |
| 3.  | Marvin Farrell | Iowa State     |

#### 175 lb
| Lp. | Zawodnik        | Szkoła         |
| --- | --------------- | -------------- |
| 1.  | John Whitaker   | Minnesota      |
| 2.  | John Ginay      | Illinois       |
| 3.  | Willard Lorette | Oklahoma State |

#### UNL
| Lp. | Zawodnik          | Szkoła         |
| --- | ----------------- | -------------- |
| 1.  | Lloyd Ricks       | Oklahoma State |
| 2.  | Bob Haak          | Indiana        |
| 3.  | Clifton Gustafson | Minnesota      |